# Banda presidencial de Perú

Banda presidencial del Perú

La banda presidencial de Perú es, junto a la placa presidencial y el bastón de mando, uno de los distintivos que ostenta la persona que asume la presidencia del Perú, por ser quien constitucionalmente personifica a la nación, y la insignia de mando supremo que ha sido usada desde los inicios de la República por los mandatarios.

## Historia
Fue heredada de los últimos Virreyes del Perú.
José de la Riva-Agüero fue, en 1823, el primer jefe de Estado peruano en llevar el título de Presidente de la República y en lucir la banda presidencial bicolor como distintivo del poder que ejercía, aunque este poder fuera de facto, es decir, nacido de un golpe de Estado y no por voluntad popular expresada en elecciones.
Un acto simbólico narrado por Ricardo Palma en Minucias históricas en la décima serie de sus Tradiciones Peruanas fue efectuado durante la confusa primera mitad de la década de 1840 por el presidente Justo Figuerola. Este, ante las protestas que hacía el pópulo frente a su domicilio, pidió a su hija que sacara la banda presidencial del cajón de la cómoda y se lo entregase al pueblo por el balcón. La multitud se marchó contenta y dando vivas a Figuerola, fueron a buscar a quien imponerle la prenda, que, tantas veces codiciada, esta vez no encontraba quien quisiera ceñírsela.
Cuando en 1948, Manuel Odría dio un golpe de Estado desde Arequipa al gobierno de José Luis Bustamante y Rivero, éste no entregó la banda al Presidente de la Junta Militar de Gobierno.
En 1985 cuando Alan García asumió la presidencia él mismo se impuso la banda presidencial, no respetando así el protocolo que estipulaba que Luis Alberto Sánchez en su calidad de Presidente del Senado debía entregársela y colocársela.
Durante el autogolpe del 5 de abril de 1992, apresuradamente, por intermediación del senador Raúl Diez Canseco, el expresidente Belaúnde prestó su banda presidencial para que el vicepresidente Máximo San Román pudiese juramentar el cargo el 21 de abril en una ceremonia en el Colegio de Abogados de Lima, siendo devuelta a su propietario al día siguiente.

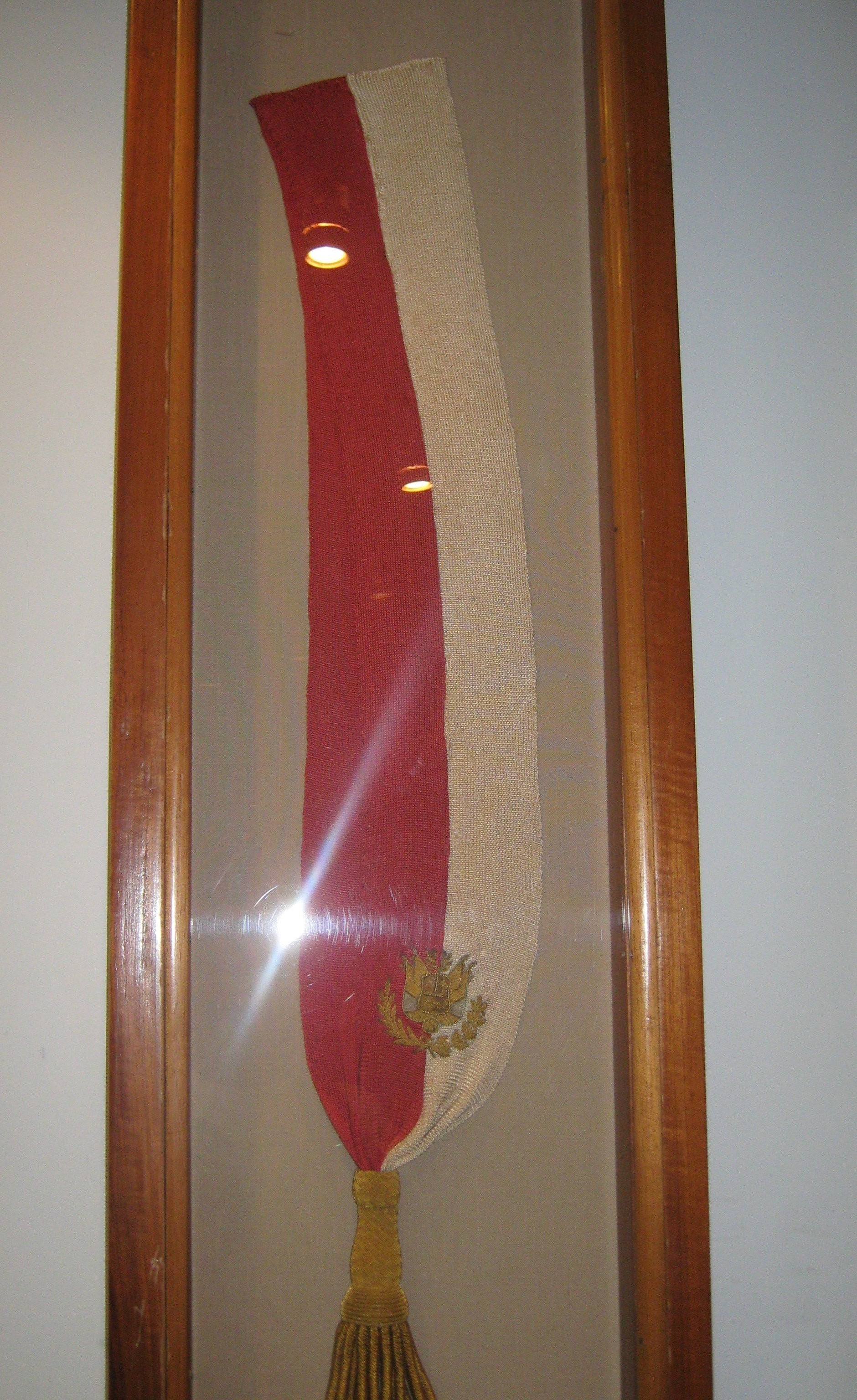
Banda presidencial de Sánchez Cerro.

En el año 2000 Martha Hildebrandt colocó al revés la banda presidencial a Alberto Fujimori cuando inició su tercer gobierno.
En el 2006 Alejandro Toledo tuvo un pequeño incidente durante el cambio de mando y casi se retira del Congreso sin entregar la banda a Mercedes Cabanillas, Presidenta del Congreso en esa oportunidad.
En 2011, al término del segundo gobierno de Alan García, el expresidente aprista hizo un desplante al entrante presidente Ollanta Humala al entregar la banda presidencial al Jefe de la Casa Militar de Palacio de Gobierno en vez de dirigirse al Congreso para la ceremonia de traspaso de poder.
En 2018, la banda presidencial de Bustamante y Rivero fue donada por sus descendientes al museo de la Universidad Católica San Pablo (UCSP) de Arequipa, su tierra natal.
Durante la crisis constitucional de 2019, la vicepresidenta Mercedes Aráoz asumió de facto el máximo poder de forma interina de acuerdo al artículo 115 de la Constitución Política del Perú, rechazando el uso de la banda presidencial.

## Descripción
Su confección no está regulada por ley por lo que su diseño ha ido variando. Se trata de una banda bicolor de unos 11 centímetros de ancho por aproximadamente 95 de largo, que lleva los colores nacionales (rojo y blanco). Se confecciona con cinta borlón o raso francés con efecto muaré. Esta banda se usa diagonalmente del hombro derecho al lado izquierdo de la cintura. En la cintura, como un broche, la banda llevaba bordado en hilo de oro de 24k el Escudo de Armas del Perú. En el extremo lleva un pasador bordado en canutillo de oro y una borla con flecos. Existe una empresa familiar limeña de bordaduría que ha elaborado las bandas presidenciales desde la década de 1950; anteriormente se importaban de Francia. Se confeccionan a la medida para cada Presidente y se han usado normalmente con traje formal: terno, esmoquin o uniforme militar. Desde 2006, el expresidente Alan García solicitó que el escudo fuese trasladado hasta la altura del pecho. Los presidentes suelen utilizar más de una banda durante su mandato; muchas bandas son un regalo que le hacen personas allegadas a los mandatarios del Perú.

## Ceremonial

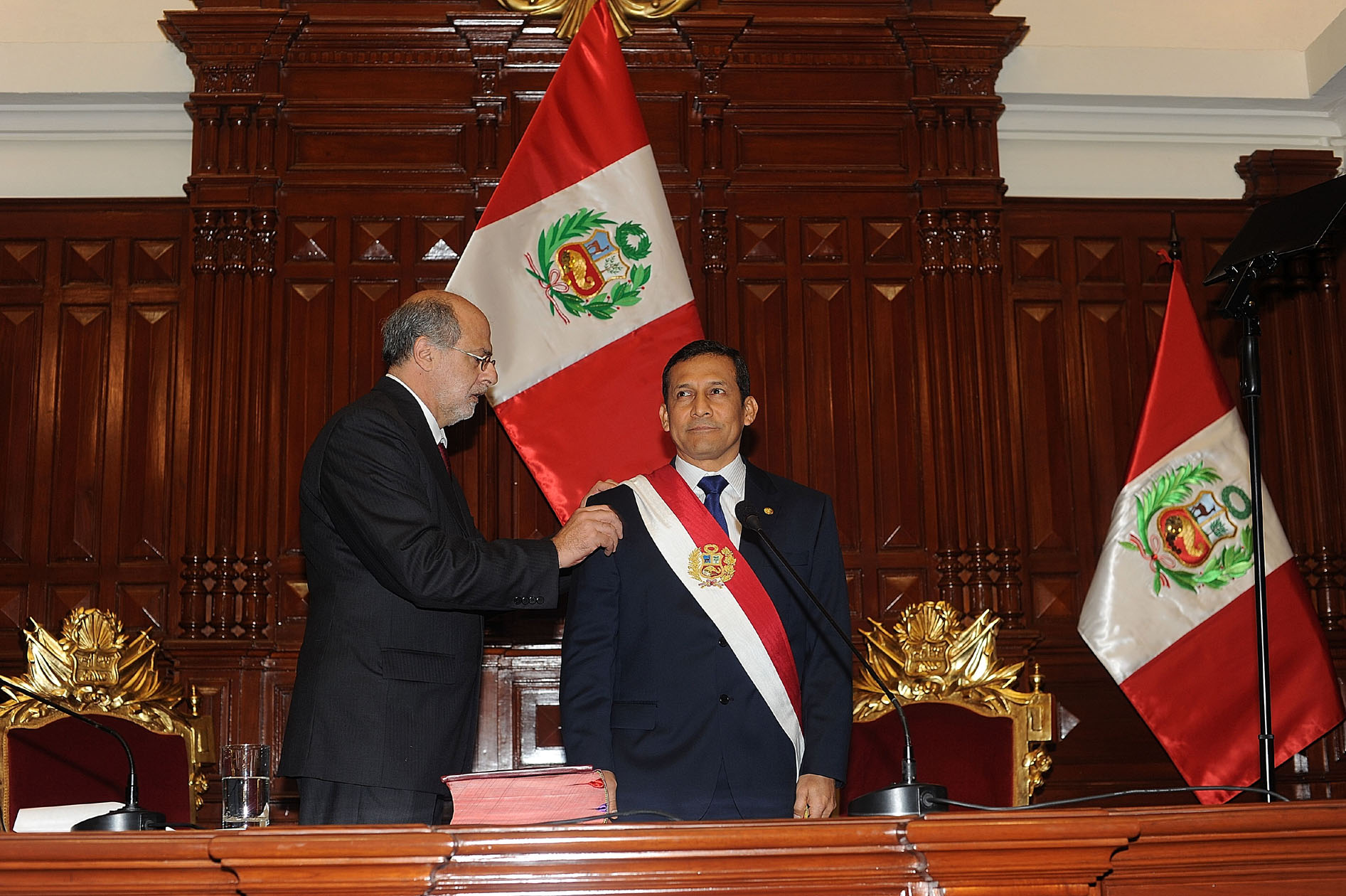
El presidente del Congreso, Daniel Abugattás, impone la banda presidencial a Ollanta Humala durante la ceremonia de juramentación en 2011.

La entrega de la banda presidencial es el acto más simbólico de la asunción y entrega del mando. El poder ejecutivo, simbolizado por la banda, es traspasado temporalmente al Presidente del Congreso durante la ceremonia de juramentación de un nuevo mandatario. Tras prestar juramento de ley de buen ejercicio de las funciones ejecutivas y de acatar la Constitución, la banda es traspasada e impuesta por el presidente del Parlamento peruano al nuevo presidente constitucional. Antes de la fusión del congreso bicameral estipulada en la Constitución de 1993, la banda era traspasada al Presidente del Senado.

## Uso
Según el Decreto Supremo n.º 095-2005-RE que aprobó las normas del Ceremonial del Estado y Ceremonial Regional, el uso de la banda presidencial se restringe a las siguientes circunstancias:
- durante la renovación del Juramento de Fidelidad a la Bandera;
- el aniversario de la Independencia Nacional (Misa Solemne y Te Deum, Sesión Solemne del Congreso de la República, Saludo al Presidente de la República y, Parada y Desfile Militar;
- la festividad de la Patrona de las Armas del Perú y Día de las Fuerzas Armadas;
- la transmisión del Mando Supremo;
- los actos considerados como Ceremonias Nacionales en los Manuales de Ceremonial de los Institutos Armados; y
- durante la ceremonia de juramentación de los Ministros de Estado.

## Otros símbolos similares
Los Ministros de Estado llevan un fajín rojiblanco; los Vocales Supremos, Congresistas de la República, Magistrados del Tribunal Constitucional, Miembros de la Junta Nacional de Justicia, Fiscales Supremos, el Defensor del Pueblo, rectores y decanos de universidades públicas, etc., usan collarines rojiblancos con medallas que los reconocen como tales.

## Galería

Algunos Presidentes de Perú con la Banda Presidencial
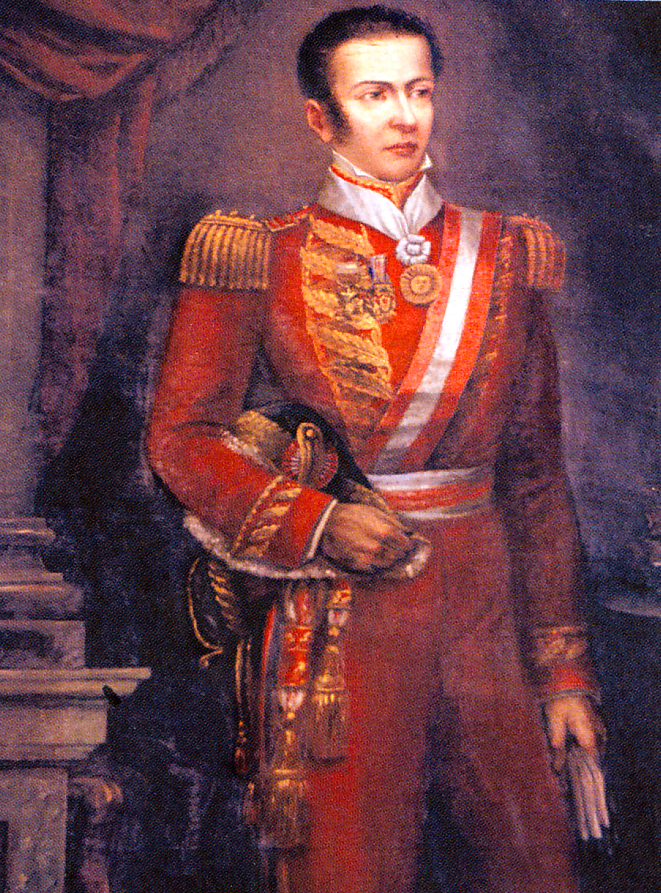
José de la Riva-Agüero
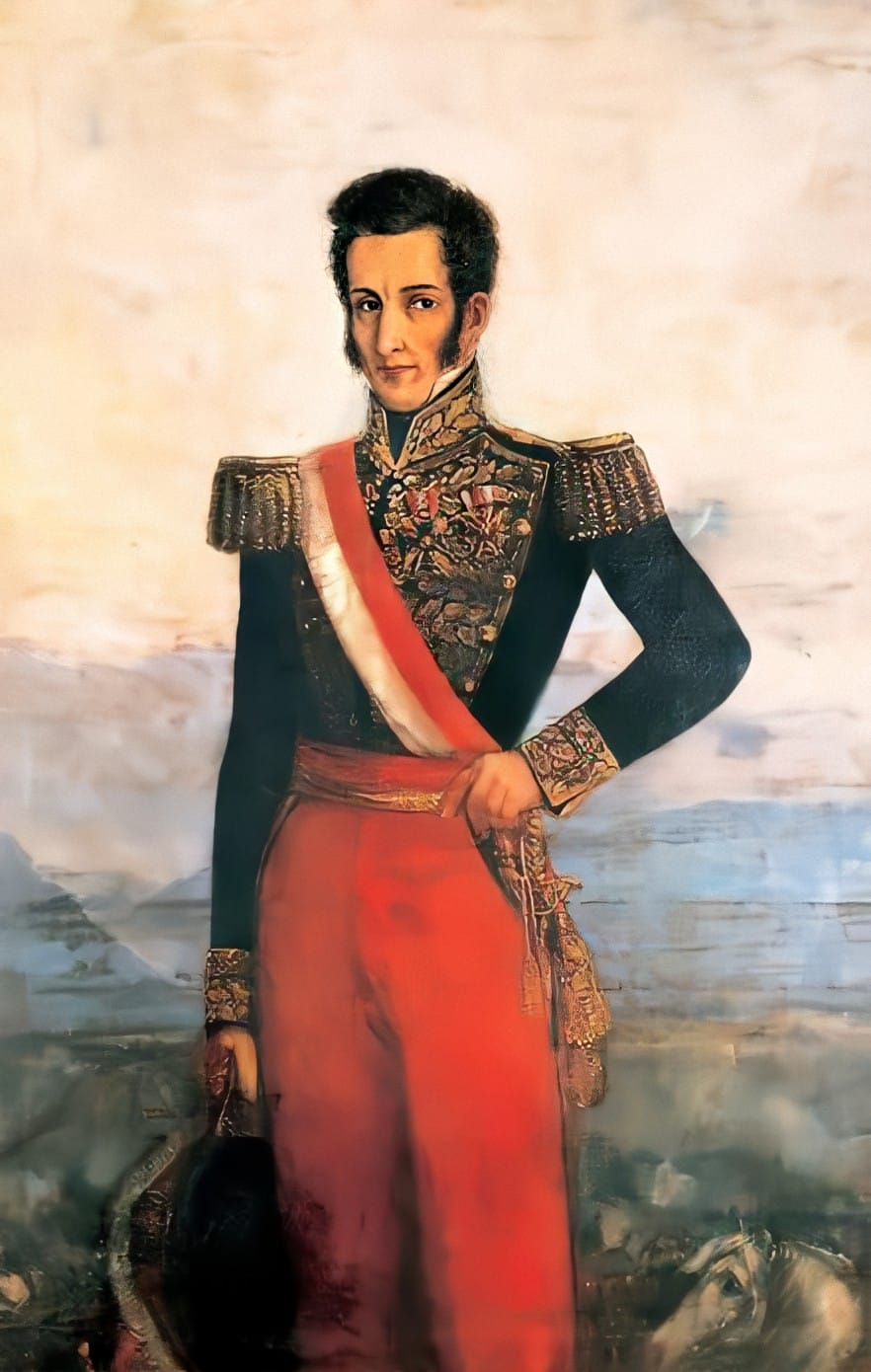
José de La Mar
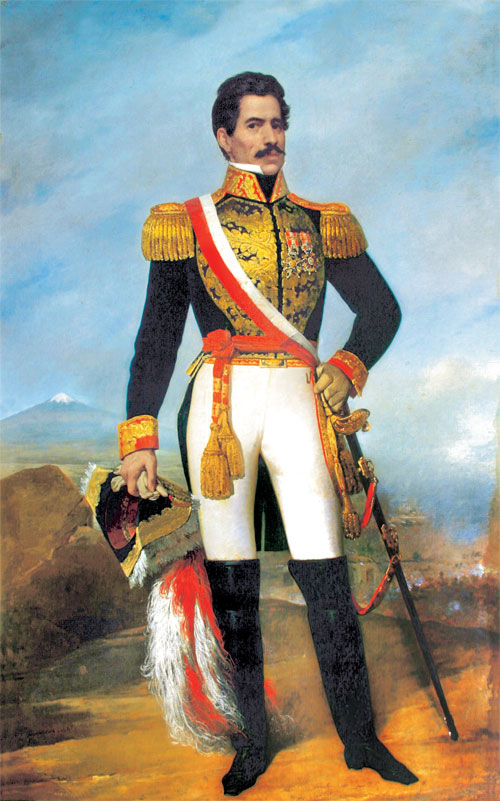
Ramón Castilla
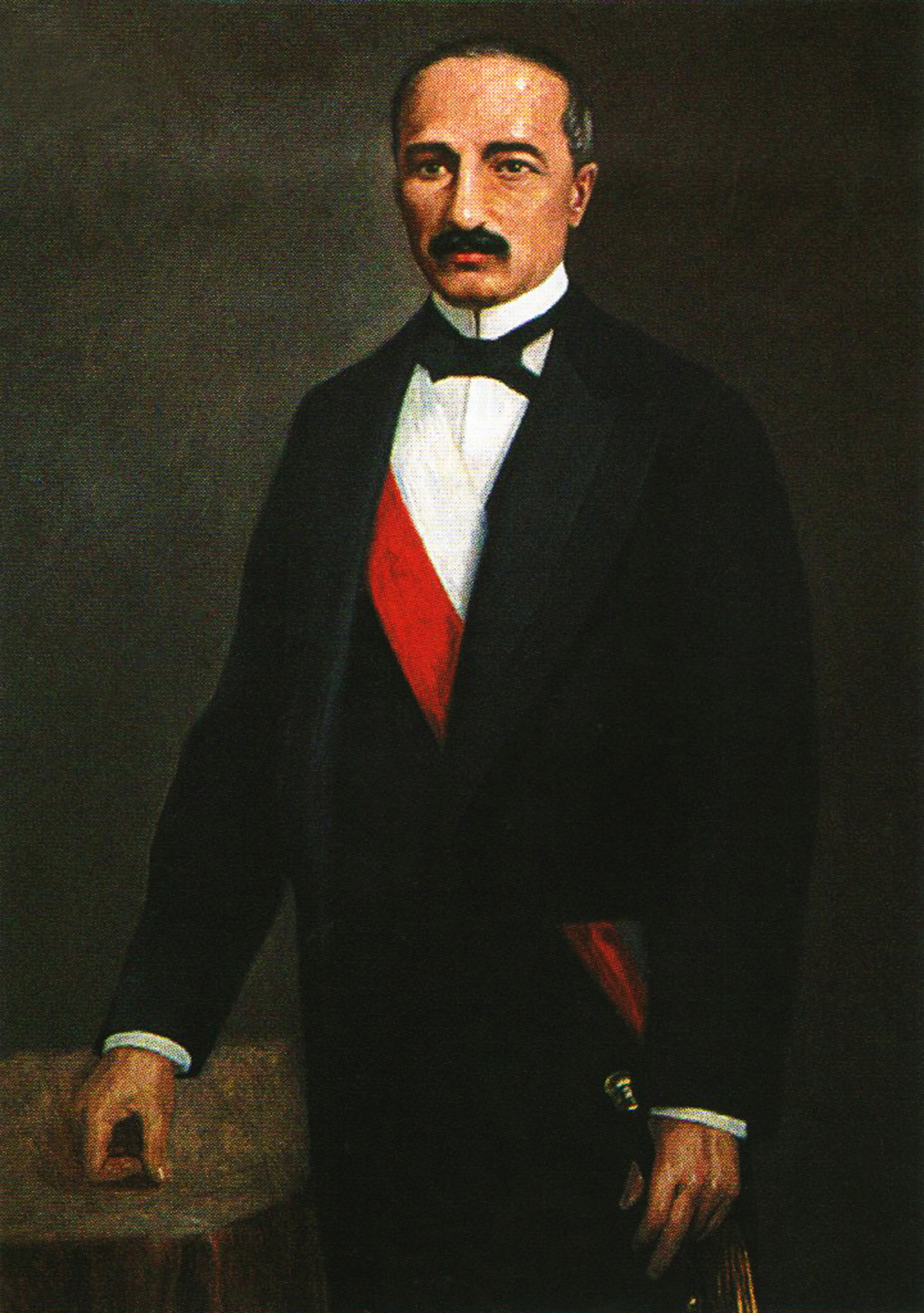
José Balta
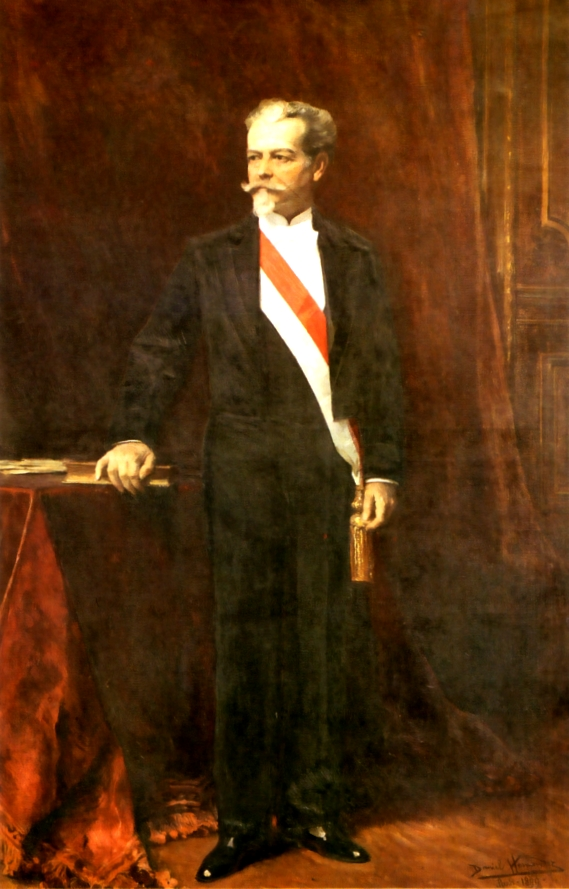
Nicolás de Piérola
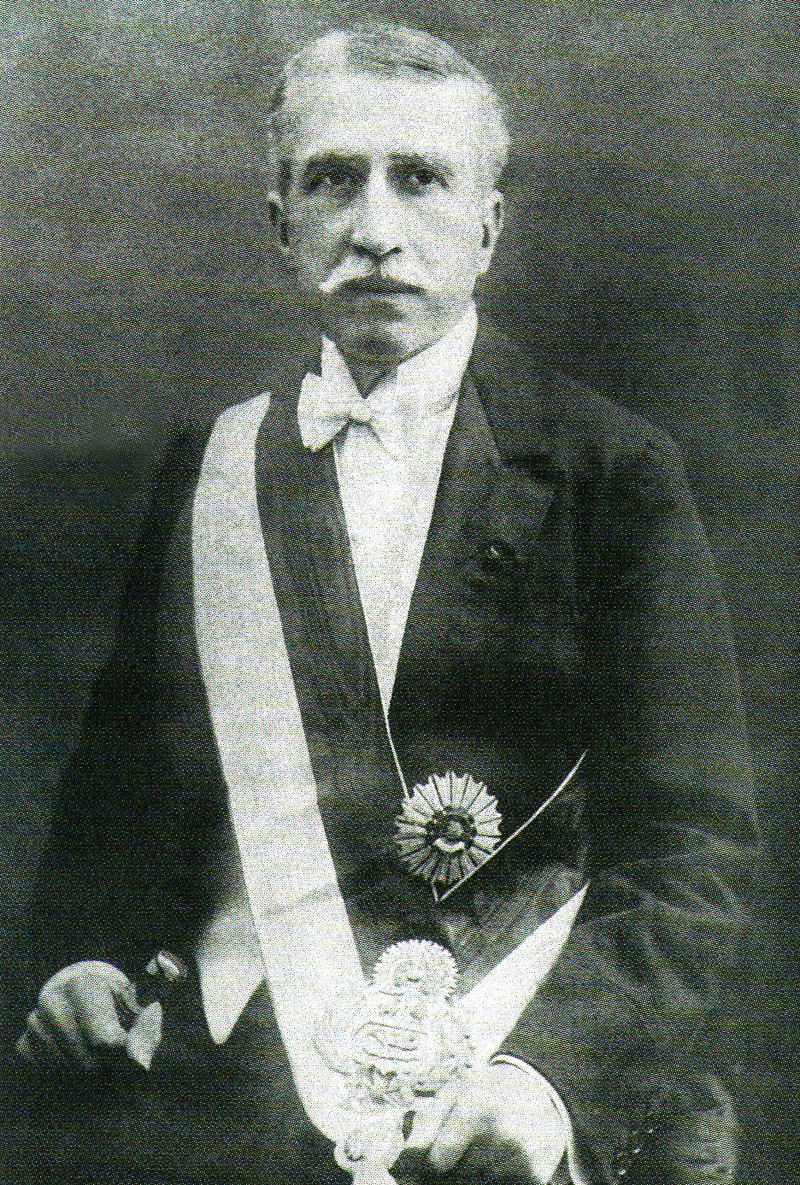
Augusto Leguía
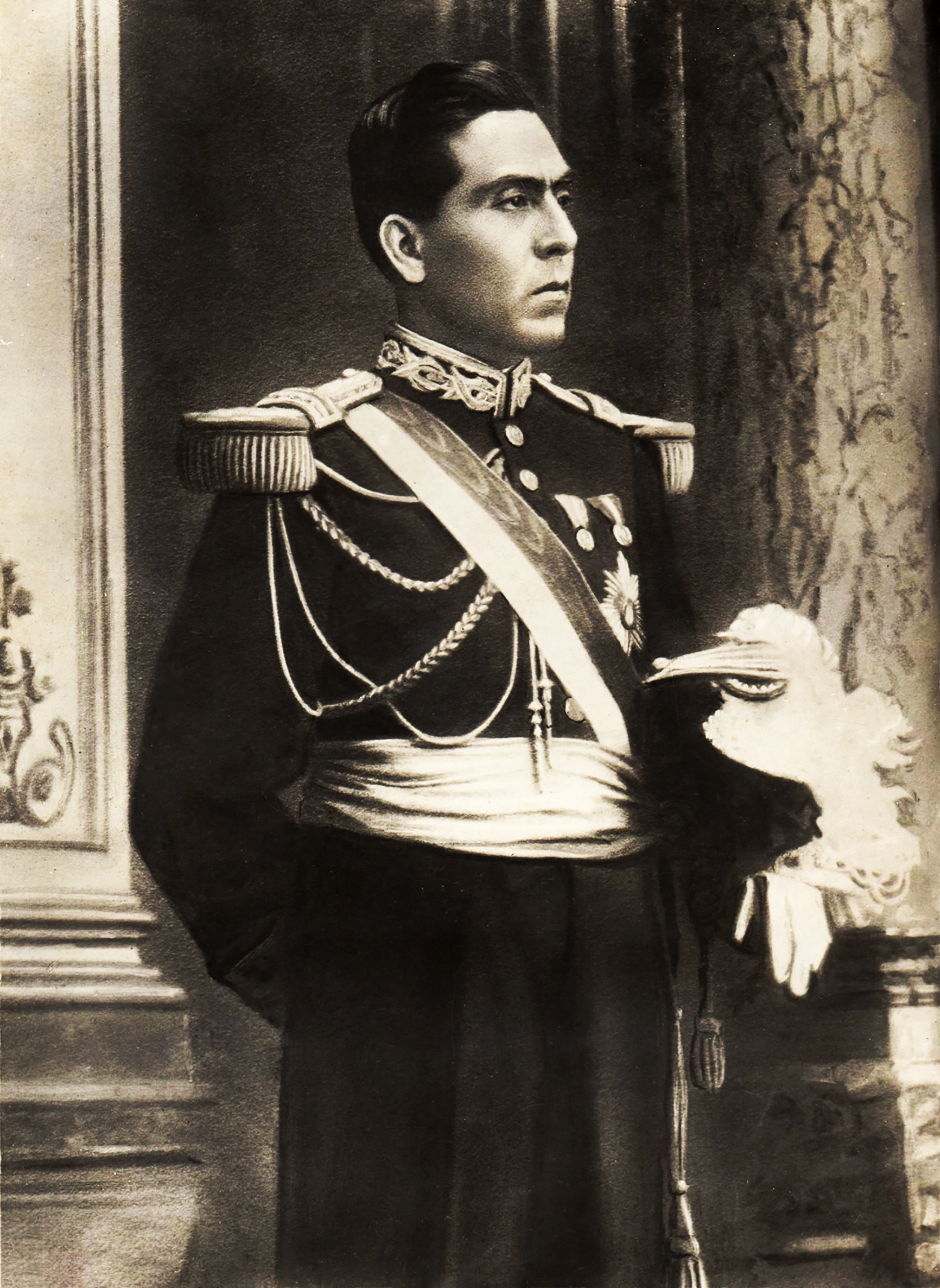
Luis Miguel Sánchez Cerro
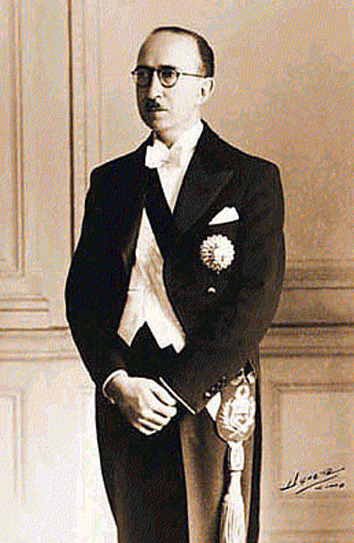
José Luis Bustamante y Rivero
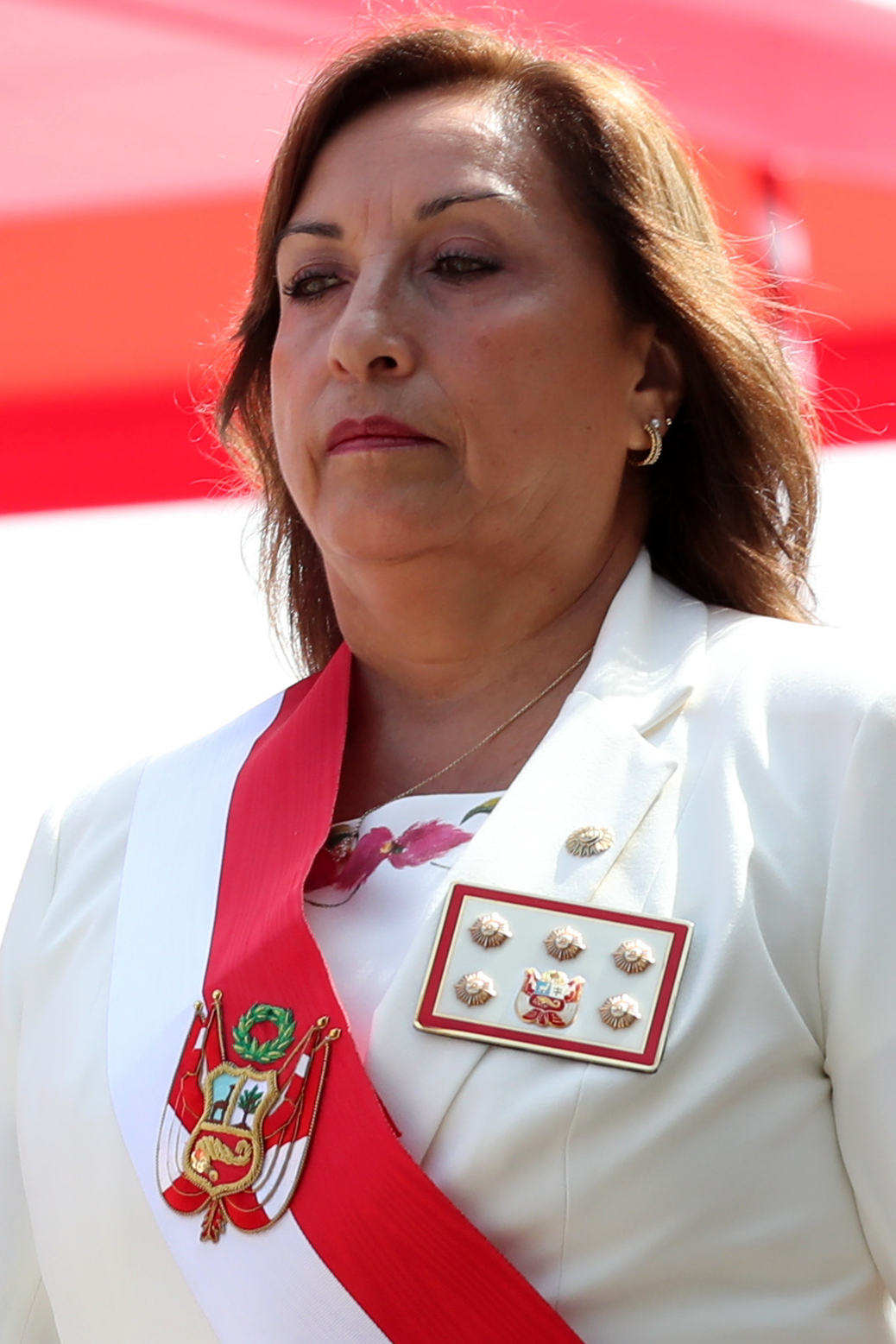
Dina Boluarte

Gabinetes ministeriales usando el fajín
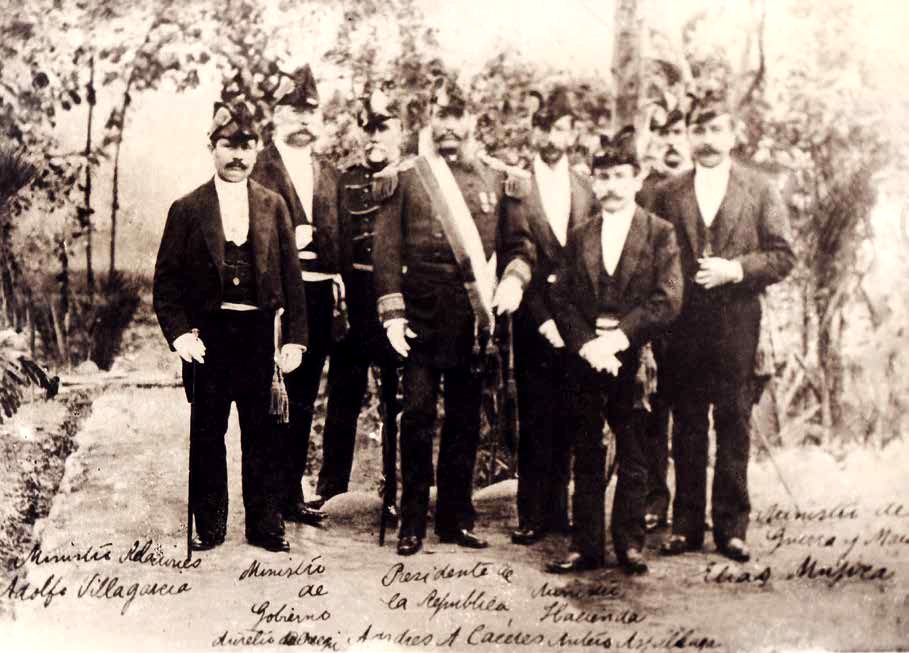
Andrés Avelino Cáceres y sus ministros (1888)
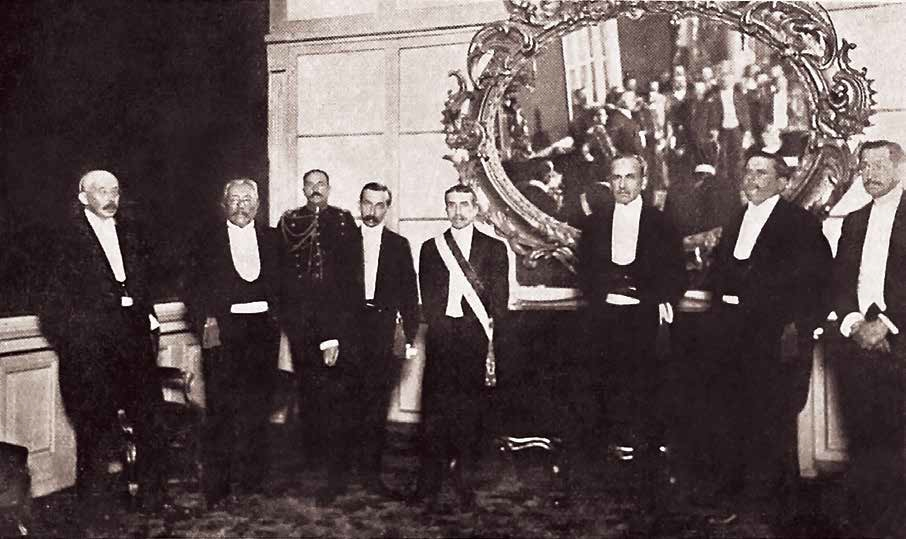
Augusto Leguía y su gabinete (1910)
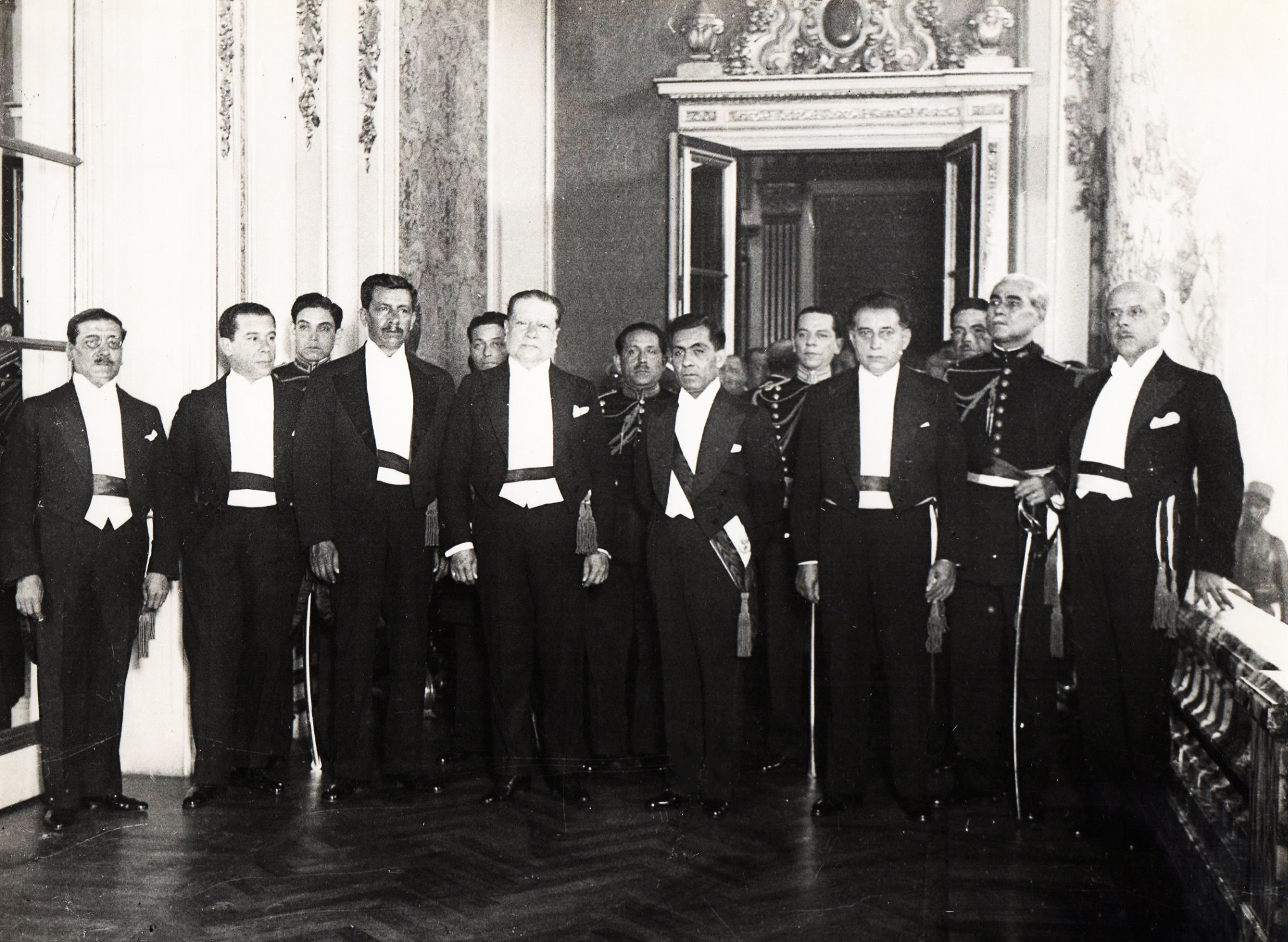
Sánchez Cerro y su gabinete (1932)
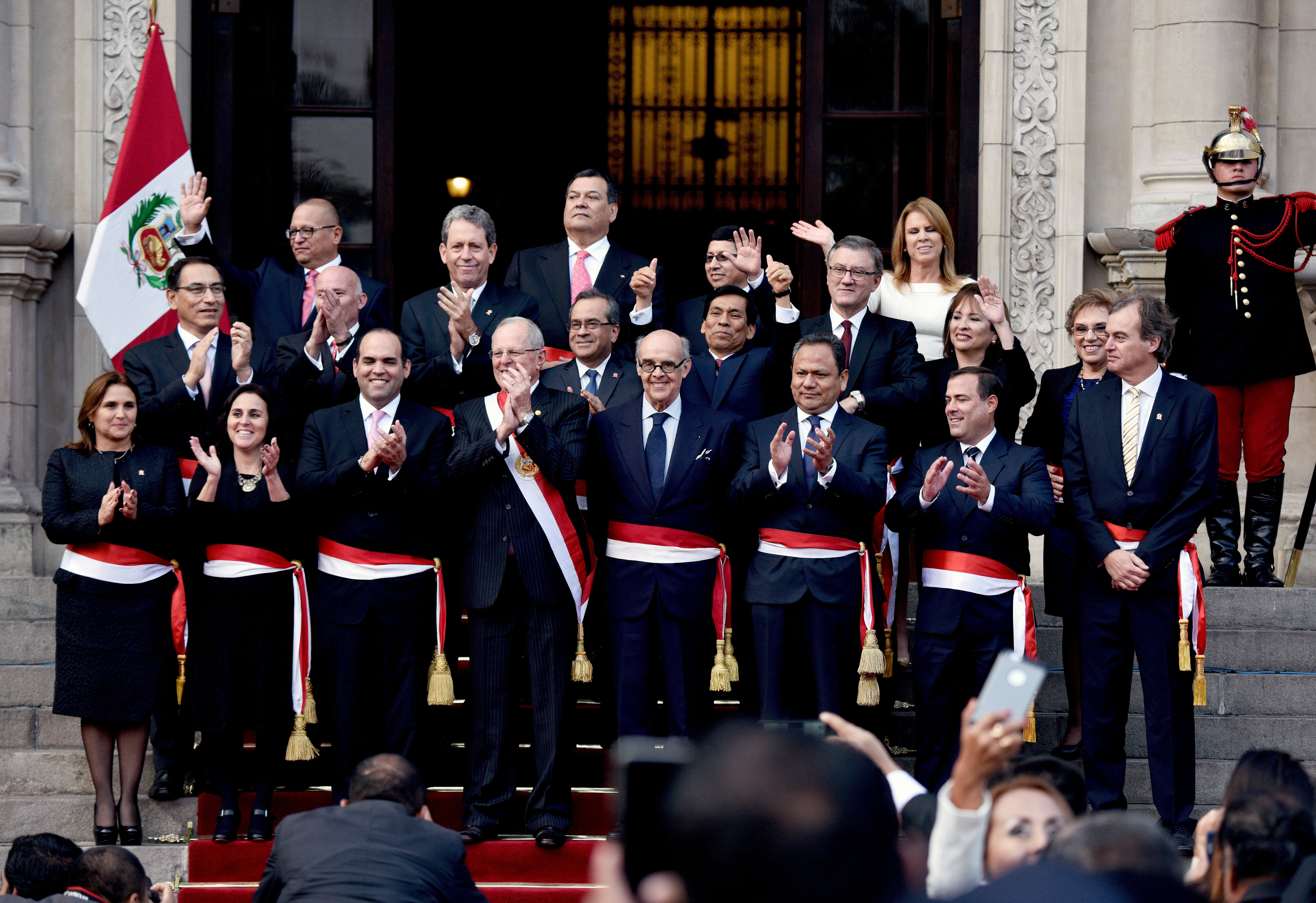
Kuczynski y su gabinete (2016)
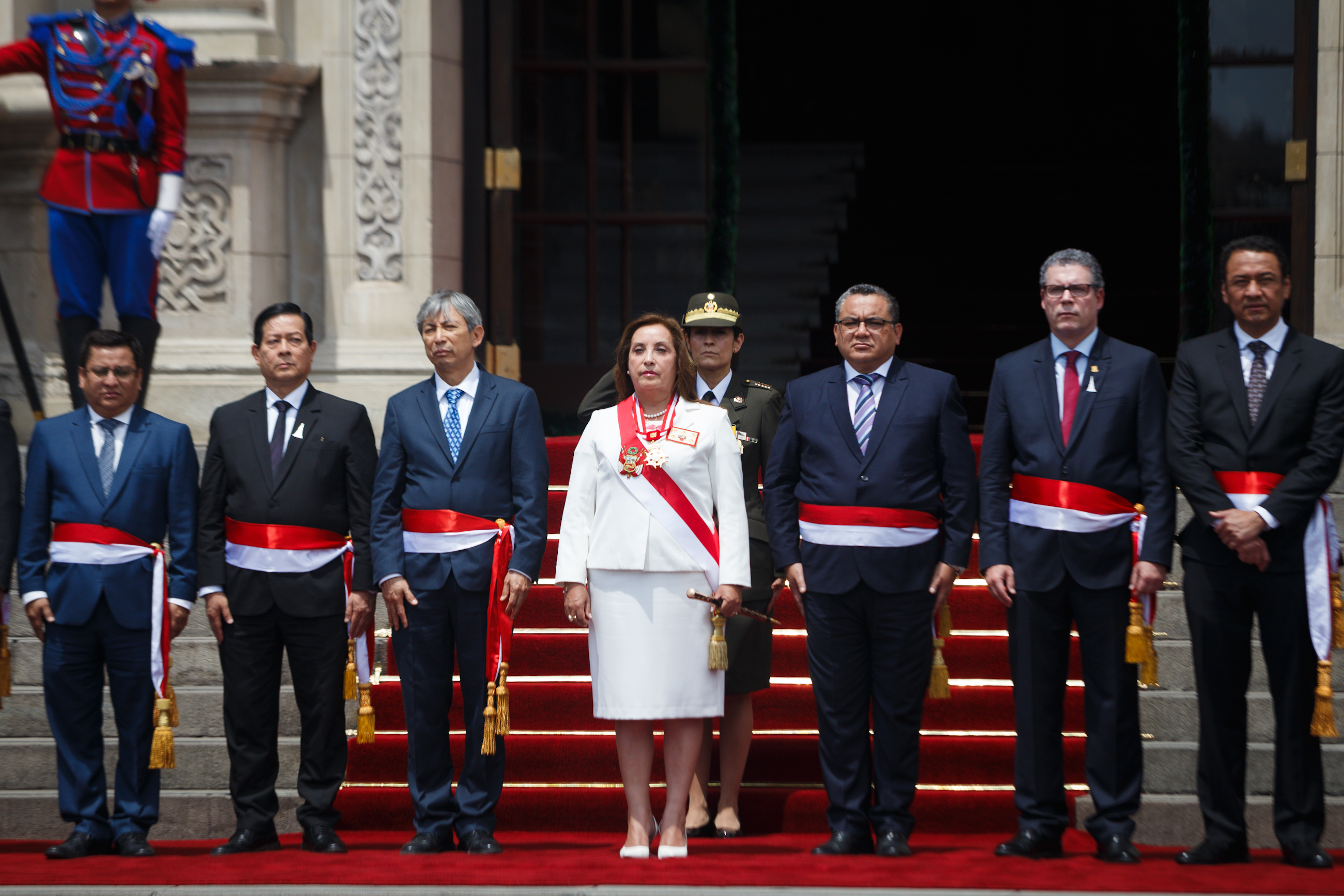
Dina Boluarte y sus ministros (2024)